# Pegomya prisca
Pegomya prisca är en tvåvingeart som beskrevs av Verner Michelsen 2006. Pegomya prisca ingår i släktet Pegomya och familjen blomsterflugor.
Artens utbredningsområde är Sverige. Arten är reproducerande i Sverige. Inga underarter finns listade i Catalogue of Life.